# Ханево (Можайский район)

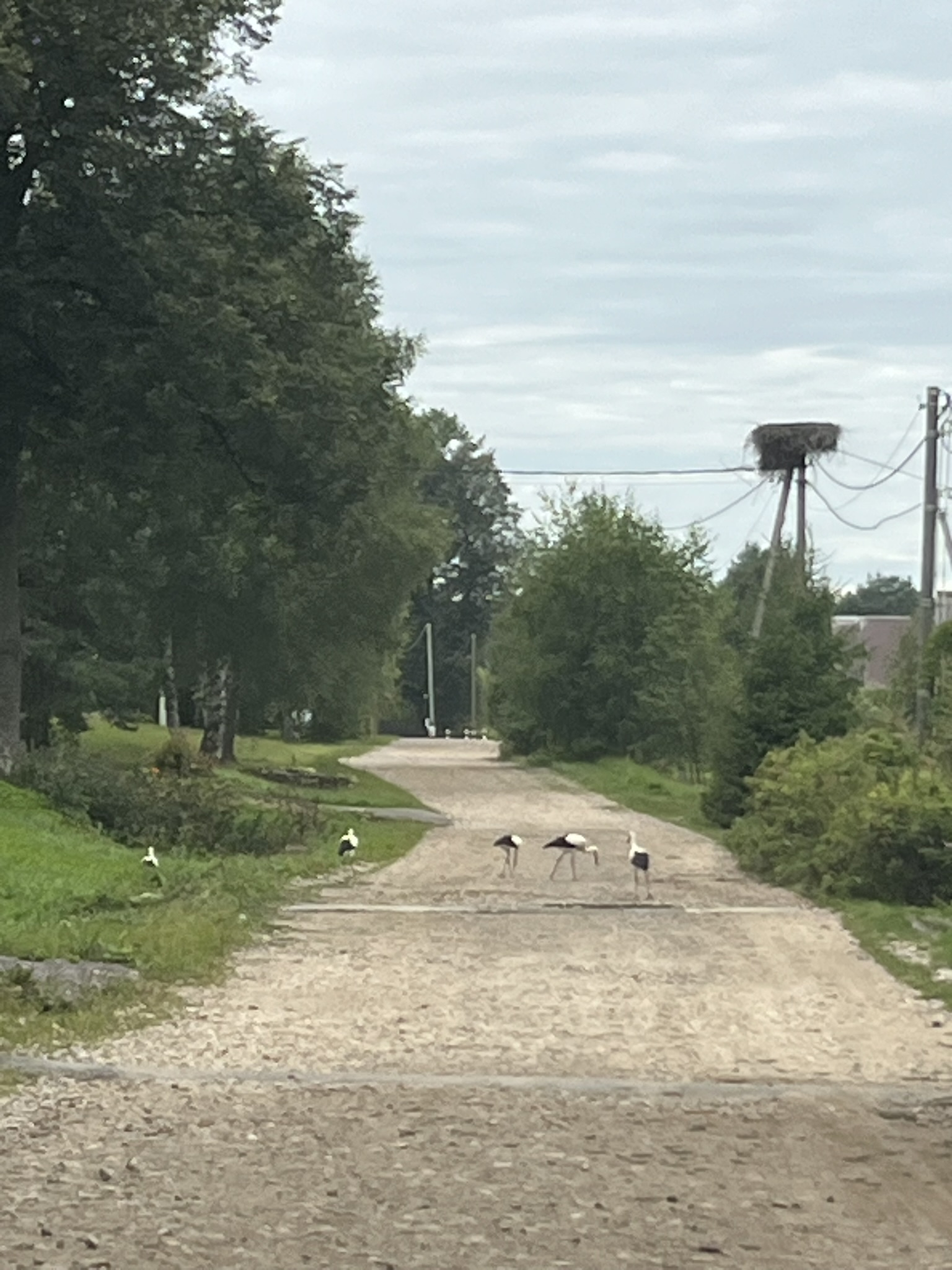

Ханево — деревня в сельском поселении Клементьевское Можайского района Московской области. До реформы 2006 года относилась к Павлищевскому сельскому округу. Численность постоянного населения по Всероссийской переписи 2010 года — 7 человек.
Деревня расположена на северо-востоке района, примерно в 14 км к северо-западу от Можайска, на левом берегу реки Искона, высота над уровнем моря 179 м. Ближайшие населённые пункты — Перещапово на западе, Збышки и Новосёлки на юго-востоке и Шебаршино навостоке.
В 1968 году при добыче песка в карьере близ деревни Ханево на левом берегу реки Исконы нашли боевой каменный топор в грунтовом могильнике середины 3 тыс. до нашей эры.

## Население
| 2002 | 2006 | 2010 |
| ---- | ---- | ---- |
| 22   | ↘14  | ↘7   |

## Палеогенетика
У представителя фатьяновской культуры эпохи бронзы HAN004 (2835—2471 лет до н. э.) определена распространённая в Центральной и Южной Азии Y-хромосомная гаплогруппа R1a1a1b2-Z93 и митохондриальная гаплогруппа H6a1a.